# ضاحية الفرسان

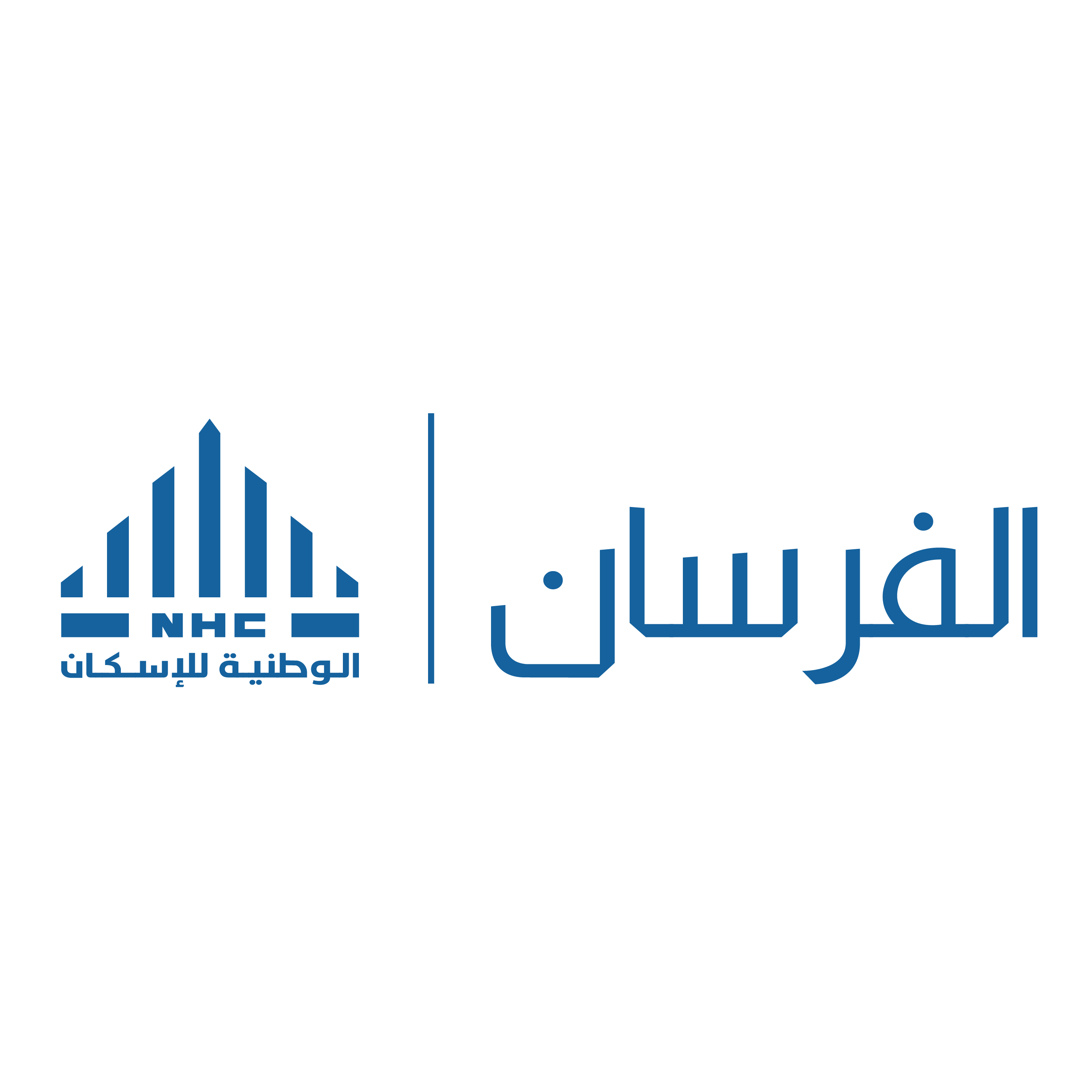
شعار الضاحية

الفرسان؛ هي من أكبر الوجهات السكنية في شمال شرق مدينة الرياض، تمتد على مساحة إجمالية تقدر بأكثر من 35,000,000 متر مربع، تبعد عن مطار الملك خالد الدولي بـ 14 كيلو متر، وجامعة الأميرة نورة بنت عبد الرحمن بـ 21 كيلو متر، وميدان الملك عبد العزيز للفروسية بـ 6 كيلو متر.

## المصالح والخدمات الحكومية والأهلية
تضم الوجهة مواقع مخصصة للمرافق الإدارية والحكومية، وحدائق ومسطحات خضراء، ومراكز للرعاية الصحية، ومدارس لمختلف المراحل التعليمية وعدد من المساجد والجوامع، بالإضافة إلى مراكز أمنية ومراكز بريد ومراكز اجتماعية لتهيئة البيئة واستحداث خيارات جديدة تعزز المشاركة في الأنشطة الثقافية والترفيهية والرياضية.

## وصلات خارجية
- ضاحية الفرسان